# Wilhelm Heinrich Heintz
Pour les articles homonymes, voir Heintz.
Wilhelm Heinrich Heintz (né le 4 novembre 1817, mort le 1er décembre 1880) est un pharmacien et chimiste organicien prussien. Il a établi le caractère composite de l'acide margarique et a développé la distillation fractionnée.

## Biographie
Fils d'un commerçant berlinois, Heinrich Wilhelm Heintz fréquenta le lycée de Joachimsthal, puis le lycée de Cölln. Il étudia la pharmacopée de 1834 à 1836 et obtint le diplôme de pharmacien. Il exerça ce métier à Berlin, puis à Ludwigslust, Schwerin et Bromberg. Finançant lui-même ses études, il passa son baccalauréat en 1840, travaillant jusqu'en 1841 comme pharmacien militaire au lazaret de Berlin. Il s'inscrivit en sciences naturelles et philosophie à l'université Frédéric-Guillaume en 1841, et obtint l'année suivante le diplôme d'état de pharmacien en chef. Il soutint une thèse de doctorat en philosophie en 1844, et ouvrit alors à son compte un laboratoire d'analyses médicales.
Deux ans après sa soutenance de thèse, l'Université de Berlin l'habilita en Chimie (attaché à l'Hôpital universitaire de la Charité de Berlin). Recruté en 1851 comme professeur surnuméraire de chimie à l'université de Halle, il fut promu titulaire de la chaire de chimie en 1855. Contraint initialement de donner ses conférences chez lui, il fit construire en 1862 un laboratoire d'enseignement, sans pour cela interrompre ses cours. Il dut finalement y accueillir jusqu'à 40 étudiants, car l'université venait de créer un institut d'agronomie et le nombre d'auditeurs ne cessait de s'accroître. Heintz fut à plusieurs reprises doyen de la Faculté de philosophie. Il mourut le 1er décembre 1880 à Halle à l'âge de 63 ans, des suites d'une infection de typhus.
Il détermina la concentration d'urée dans l'urine et les colorants de la bile. Au cours des années 1850, il se consacra à la chimie des corps gras et détermina la composition du beurre, du suif et de la stéarine. Il découvrit un procédé de séparation des acides gras saturés (l'entraînement fractionné des sels de magnésium), ce qui lui permit notamment de réfuter l'idée de Chevreul selon laquelle l'« acide margarique » est un acide intermédiaire entre l'acide palmitique et l'acide stéarique : il établit que ce n'est pas une substance pure, mais un mélange. Il reconnut le premier la présence de cétyle-cyanure dans l'acide margarique.
Il développa diverses méthodes d'analyse de l'azote et du soufre dans les liaisons organiques, étudia les propriétés chimiques des sels d'uranium, de bismuth, de césium, de rubidium et des phosphates métalliques. Il analysa les réactions de l'acide chloroacétique (par ex. sur les alcools et les phénols, apportant ainsi une contribution majeure à la connaissance des esters) et l'action de l'ammoniaque sur l'acétone. Il fut l'un des premiers chimistes à exploiter l'invariance du point de fusion d'un corps comme critère de pureté. Enfin, il fut l'un des premiers en Allemagne à adopter et à étendre la théorie de la structure chimique de Boutlerov.
Il publia en 1853 un manuel sur la chimie animale et fut avec Giebel l'éditeur du Zeitschrift für die gesamten Naturwissenschaften. Parmi les fondateurs de la Deutschen Physikalischen Gesellschaft, il était le seul chimiste.
O. Luedecke a pbaptisé en son honneur une roche, la heintzite (1889). Il eut pour étudiant Johannes Wislicenus.

## Œuvres
- Lehrbuch der Zoochemie, Reimer 1853
- De acido saccharico ejusque salibus (thèse de doctorat, 1844)